# Esterházy János Mihály
Idősebb galánthai gróf Esterházy János Mihály (Pozsony, 1864. december 6. – Nyitraújlak, 1905. szeptember 2.) földbirtokos, genealógiai író, Esterházy János mártíromságot szenvedett csehszlovákiai politikus apja.

## Élete
Az Esterházy család öregebb cseszneki ágához tartozott. Édesapja gróf Esterházy István (1822-1899), édesanyja báró királyfi Jeszenák Gizella (1842-1915) volt. 1898. január 8-án feleségül vette Krakkóban gróf Tarnow-Tarnowska Erzsébet (Elżbieta Tarnowska) kisasszonyt, későbbi híres fordítót. A főrendiház örökös tagja volt, 1889-ben császári és királyi kamarás címet nyert.
Eszterházy János (1824–1898) történésznek a halála után özvegye őrá bízta a család történetéről szóló kéziratát. Az anyagot Merényi Lajossal, a hercegi hitbizományi levéltár igazgatójának a közreműködésével újabb adatokkal egészítette ki, és rendezte sajtó alá. A kétkötetes művet, melyben családja eredetét Noéig viszi vissza, herceg Esterházy Miklós családfő adta ki.